# Chionaema boetonensis
Chionaema boetonensis är en fjärilsart som beskrevs av Jurriaanse och Lindemanns 1920. Chionaema boetonensis ingår i släktet Chionaema och familjen björnspinnare. Inga underarter finns listade i Catalogue of Life.